# Monti dell'Oloj
I monti dell'Oloj (in russo Олойский хребет?) sono una catena montuosa dell'estremo oriente russo (Circondario autonomo della Čukotka).
Si allungano in direzione est-ovest per circa 350 chilometri fra le valli dei fiumi Oloj a sud, Olojčan e Peženka a nord; la catena si salda ad ovest al più vasto altopiano degli Jukagiri. I monti dell'Oloj culminano a 1 797 metri nella loro sezione occidentale.
Il manto vegetale è costituito prevalentemente dalla tundra, a causa della rigidità del clima e delle basse temperature; nelle valli meglio riparate vegeta la foresta boreale di conifere, la cui crescita è però stentata a causa delle basse temperature estive e del permafrost. A causa dell'estrema rigidità del clima, l'intera zona è pochissimo popolata e non esistono centri urbani di qualche rilievo.